# Karoo nationalpark
Karoo nationalpark ligger i stäpp- och halvökenområdet Karoo nära staden Beaufort-Wes i Västra Kapprovinsen i Sydafrika.
Ekosystemet kännetecknas av ett flertal växt- och djurarter som anpassade sig till de särskilda klimatförhållandena. Nederbördsmängden ligger vid endast 260 mm per år och temperaturen stiger ofta över 40°C. Å andra sidan faller under vintern snö i bergsområdet Nuweveld Mountains som delvis ligger i nationalparken. Här återinfördes flera djurarter som tidigare hade försvunnit.
Under 1950-talet gjorde lantbrukaren William Quinton propaganda för ett skyddsområde nära Beaufort-Wes, men först under 1970-talet upptogs idén av den sydafrikanska nationalparkförvaltningen. 1979 överlämnade staden Beaufort-Wes 7 209 hektar som bildade kärnan av den nya nationalparken. Sedan köptes fler mark av South African Nature Foundation (SANF) tills nationalparken nådde dagens storlek.
I nationalparken lever flera för Sydafrika endemiska arter. Till exempel förekommer 5 arter av sköldpaddor och 20 par av klippörn (Aquila verreauxii) ruvar i området. Bland återinförda arter kan nämnas spetsnoshörning, afrikansk buffel och bergzebra. Kännetecknande är de stora flockarna av springbock. Här startades dessutom ett program för att "återskapa" den utdöda kvaggan.